# Albert de la Chapelle
Albert Fredrik de la Chapelle (né le 11 février 1933 à Helsinki et mort le 10 décembre 2020 à Helsinki) est un médecin et chercheur en oncologie, seigneur libre et académicien.

## Biographie

### Éducation
Albert de la Chapelle naît en 1933 dans une famille de fermiers de la noblesse finlandaise.
Après ses études secondaires il entre dans une école de médecine dont il est diplômé en 1957.
La même école lui décerne son doctorat en 1962.
Il épouse le médecin américain et chercheur sur le cancer Clara Derber Bloomfield (en).

### Carrière
En 1972, Albert de la Chapelle est reconnu pour avoir le premier découvert le syndrome du mâle XX. Il est professeur au département de virologie moléculaire, immunologie et génétique médicale à l'université d'État de l'Ohio. De 1974 à 1997, il est professeur de génétique à l'université d'Helsinki et de 1977 à 1997 Chef de service au centre hospitalier universitaire d'Helsinki.
Il a été un critique très connu des tests de féminité dans le sport.
En 1986, il écrit dans le JAMA que « Les méthodes actuelles sont à la fois inexactes et discriminatoires. »
Son domaine de recherche concerne l'étude des gènes associés à la prédisposition au cancer, en particulier le gène BAALC (en) et son rôle dans la leucémie.

## Sources
- (fi) Suuri henkilökirja, WSOY, 2001 (ISBN 951-0-26140-8)